# Мулёво
Мулёво — деревня в Большедворском сельском поселении Бокситогорского района Ленинградской области.

## История
Деревня Мулево упоминается на специальной карте западной части России Ф. Ф. Шуберта 1844 года.

МУЛЕВО — деревня Мулевского общества, прихода Тихвинского Введенского монастыря.  

Крестьянских дворов — 24. Строений — 61, в том числе жилых — 33. 

Число жителей по семейным спискам 1879 г.: 58 м. п., 60 ж. п.; по приходским сведениям 1879 г.: 54 м. п., 56 ж. п.

В конце XIX века — начале XX века деревня административно относилась к Большедворской волости 3-го земского участка 1-го стана Тихвинского уезда Новгородской губернии.
В начале XX века близ деревни находился жальник.

МУЛЕВО — деревня Мулевского общества, дворов — 24, жилых домов — 39, число жителей: 81 м. п., 72 ж. п.
 
Занятия жителей — земледелие, лесные заработки. Озеро Дымское. Часовня. (1910 год)

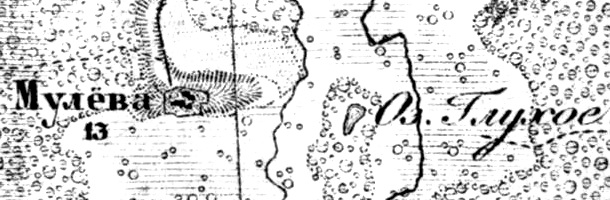
Деревня Мулёво на карте 1913 года

Согласно карте Новгородской губернии 1913 года, деревня называлась Мулёва и насчитывала 13 крестьянских дворов.
С 1917 по 1918 год деревня входила в состав Большедворской волости Тихвинского уезда Новгородской губернии.
С 1918 года, в составе Череповецкой губернии.
С 1924 года, в составе Пригородной волости.
С 1927 года, в составе Галичского сельсовета Тихвинского района.
По данным 1933 года деревня Мулёво входила в состав Галичского сельсовета Тихвинского района.
С 1952 года, в составе Бокситогорского района.
В 1958 году население деревни составляло 109 человек.
С 1963 года, вновь в составе Тихвинского района.
С 1965 года, вновь в составе Бокситогорского района. В 1965 году население деревни составляло 11 человек.
По данным 1966 и 1973 годов деревня Мулёво также входила в состав Галичского сельсовета Бокситогорского района.
По данным 1990 года деревня Мулёво входила в состав Большедворского сельсовета.
В 1997 году в деревне Мулёво Большедворской волости проживали 4 человека, в 2002 году — 5 человек (все русские).
В 2007 году в деревне Мулёво Большедворского СП проживал 1 человек, в 2010 году постоянного населения не было.

## География
Находится в северо-западной части района к югу от автодороги А114 (Новая Ладога — Вологда).
Расстояние до административного центра поселения — 15 км.
Расстояние до ближайшей железнодорожной платформы Дыми — 12 км.
К северу от деревни находится озеро Дымское.

## Демография
| 1997 | 2002 | 2007 | 2010 | 2017 |
| ---- | ---- | ---- | ---- | ---- |
| 4    | ↗5   | ↘1   | ↘0   | ↗1   |